# Anomiopus quadridentatus
Anomiopus quadridentatus är en skalbaggsart som beskrevs av Canhedo 2004. Anomiopus quadridentatus ingår i släktet Anomiopus och familjen bladhorningar. Inga underarter finns listade i Catalogue of Life.